# Henri de Briquemault
Pour les articles homonymes, voir Briquemault.
Henri de Briquemault, né en 1620 à Paris et mort le 16 août 1692 à Wesel (duché de Clèves), est un militaire calviniste français puis brandebourgeois.

## Biographie
Henri de Briquemault était seigneur de Saint-Loup. Il était membre du conseil des modérateurs de l'académie de Sedan.
Se prévalant de la liberté que l’Édit de Nantes accordait aux calvinistes, il avait établi l'exercice de la religion réformée dans sa terre de Saint-Loup, sous la conduite du jeune pasteur de Sedan, Daniel Fetizon mais, ayant prévu le sort dont les églises protestantes françaises étaient menacées par la révocation de l'Édit de Nantes, il se retira dans le Brandebourg, en 1681, avec son pasteur. Il reçut un excellent accueil de l'électeur  Frédéric-Guillaume Ier de Brandebourg.
Il fut chargé, en 1685, de recueillir les réfugiés calvinistes, fuyant les dragonnades, qui affluaient en Westphalie.
Ce fut par ses soins que se formèrent des colonies à Lippstadt, à Hamm, à Soest, à Minden, et en d'autres lieux de ces provinces et il contribua puissamment à la fondation des églises françaises de Clèves, de Wesel, d'Emmerich et de Duisbourg.
Dès l'année 1683 de Briquemault eut un régiment de cuirassiers de six escadrons, qui s'augmenta de quatre en 1685. Cette année-là, l'électeur lui donna encore un de ses plus anciens régiments d'infanterie. Ces deux corps se remplirent d'officiers français calvinistes.
Il devint ensuite gouverneur de Lippstadt où il établit des manufactures auxquelles la cour fournit des sommes considérables et il fut depuis promu au grade de lieutenant-général.
À sa mort, on l'inhuma dans la cathédrale de Wesel (de).

### Parenté
Il est le fils de Jacques de Briquemault et de Élisabeth de La Marche-des-Comtes, dame de Saint-Loup. Son père fut le gouverneur de Sedan de 1640 à 1642, date de l’annexion au royaume de France. Il tenait cette charge de son beau-père, Antoine de La Marche-des-Comtes. Henri avait deux sœurs, Charlotte & Élisabeth, et un frère Marius .
Il était l'arrière petit-fils de François de Beauvais de Briquemault.
Il était l'époux de Marie de Meaux (1654–1737), qui, après le décès de son époux, se remaria avec le général Jean Manassé d'Orthe.

### Armoiries
De gueules à 3 faces d'or, chargées d'une bande d'hermines, brochant sur le tout.